# Houston
Houston (anglická výslovnost  [ˈhjuːstən]IPA, česká výslovnost [ˈɦjuːstn̩]IPA, [ˈɦjuːstɔn]IPA) je nejlidnatější město státu Texas a čtvrté nejlidnatější město Spojených států amerických. Podle sčítání lidu zde žije přibližně 2,30 milionu obyvatel, přičemž celá metropolitní oblast má okolo 5,3 milionu obyvatel, což jí řadí na sedmou největší aglomeraci v USA. Město zabírá přes 1 600 km².
Houstonu se přezdívá „Space city“, neboť v něm sídlí Lyndon B. Johnson Space Center, odkud byly řízeny vesmírné lety amerických raketoplánů. Město se dále specializuje na výrobu zařízení k těžbě ropy. Zdejší přístav je desátým největším přístavem na světě. Ve městě sídlí i firma Texas Medical Center, která je největší zdravotnickou firmou na světě.

## Historie
V roce 1836 zakoupili John Kirby Allen a Augustus Chapman Allen pozemky o celkové výměře 27 km2 za cenu $9 428. Allenův bratr pak pojmenoval založené město po Samu Houstonovi, bojovníku proti mexickému diktátorovi Santa Anovi a mstiteli za zabité Američany v pevnosti Alamo.

## Ekonomika
V roce 2001 se Houston umístil jako první v Texasu a jako třetí v USA v kategorii „Nejlepší místo pro obchod a zaměstnání“.
Nejvíce se zde daří petrochemickému průmyslu.
V Houstonu se nachází velký a důležitý přístav Port of Houston, který je desátý největší na světě.

## Obyvatelstvo
Podle sčítání lidu z roku 2010 zde žilo 2 099 451 obyvatel.

### Rasové složení
- 50,5 % bílí Američané
- 23,7 % Afroameričané
- 0,7 % američtí indiáni
- 6,0 % asijští Američané
- 0,1 % pacifičtí ostrované
- 15,7 % jiná rasa
- 3,3 % dvě nebo více ras

Obyvatelé hispánského nebo latinskoamerického původu, bez ohledu na rasu, tvořili 43,8 % populace.

## Doprava
Město je obsluhováno letištěm George Bushe.

### Veřejná doprava
Veřejnou dopravu poskytuje METRO (Metropolitan Transit Authority of Harris County) v celém okresu ve formě autobusů a jedné linky rychlodrážní tramvaje. Obyvatelé Houstonu však dávají přednost autům, díky skvělému systému dálnic a silnic. Houston byl do 1. ledna roku 2004 největší americké město bez městské kolejové dopravy. V letech 2003–2004 proběhla stavba červené tramvajové linky. Tyto tramvaje jsou sice jedny z nejmodernějších v USA, avšak velmi poruchové.

## Architektura
Houston má systém průchodů a nadzemních tunelů spojujících budovy v Downtownu. Nejvyšší mrakodrap v Houstonu, JPMorgan Chase Tower (dříve Texas Commerce Tower), má 75 pater a je vysoký 305 metrů. Zároveň je to nejvyšší budova v Texasu, devátá nejvyšší ve Spojených státech a 29. nejvyšší na světě.

## Kultura
Od letu Apolla 13, jehož posádka uvedla hlášení o nehodě větou „Houstone, máme problém“, se tato věta stala obecně synonymem pro ohlášení závažného problému. (V Houstonu se nachází americké středisko řízení pro pilotované vesmírné lety Mission Control Center).
Ve skutečnosti hlášení z Apolla 13 zaznělo takto: (Apollo:) „...Houston... we've had a problem here.“ (Houston:) „This is Houston. Say again, please.“ (Apollo:) „(?) Ah, Houston, we've had a problem. We've had a main B bus undervolt.“ Přesnější překlad by tedy byl „Houstone, měli jsme problém.“ Výše uvedená populární hláška však už dávno žije vlastním životem (i v anglické jazykové oblasti).

### Sport
- Basketbal (NBA) – Houston Rockets
- Americký fotbal (NFL) – Houston Texans
- Baseball (MLB) – Houston Astros
- Fotbal (MLS[8]) – Houston Dynamo

## Známí rodáci
- James Baker (* 1930), právník, politik a politický poradce, ředitel kanceláře Bílého domu
- Kenny Rogers (1938–2020), zpěvák country
- Billy Preston (1946–2006), klávesista a zpěvák
- Lois Chiles (* 1947), herečka
- Billy Gibbons (* 1949), zpěvák a kytarista skupiny ZZ Top
- John Gray (* 1951), spisovatel populárně-psychologických knih, autor knihy Muži jsou z Marsu, ženy z Venuše
- Patrick Swayze (1952–2009), herec a tanečník
- Dennis Quaid (* 1954), herec a hudebník, člen skupiny Sharks
- Lyle Lovett (* 1957), zpěvák country
- Richard Linklater (* 1960), filmový režisér a scenárista
- Zina Garrisonová (* 1963), bývalá profesionální tenistka
- Isaiah Washington (* 1963), herec
- Shannon Walkerová (* 1965), astronautka
- The Undertaker (* 1965), profesionální wrestler
- Anna Nicole Smith (1967–2007), playmate, celebrita a herečka
- Wes Anderson (* 1969), filmový režisér, scenárista a producent
- Matt Stone (* 1971), animátor, autor seriálu South Park
- Jennifer Garnerová (* 1972), herečka
- Shannon Elizabeth (* 1973), herečka a bývalá modelka
- Jim Parsons (* 1973), herec
- Drew Goddard (* 1975), scenárista, autor seriálu Daredevil
- Scott Cawthon (* 1978), vývojář videoher a animátor
- Alexis Bledel (* 1981), herečka a modelka
- Brede Hangeland (* 1981), norský fotbalista
- Beyoncé (* 1981), zpěvačka pop music
- Devendra Banhart (* 1981), folkový zpěvák a kytarista
- Haylie Duffová (* 1985), herečka
- Jason Richardson (* 1986), atlet, sprinter a překážkář
- Solange Knowlesová (* 1986), zpěvačka, sestra Beyoncé a její kolegyně ze skupiny Destiny's Child
- Candice King (* 1987), herečka
- Hilary Duffová (* 1987), herečka
- Melissa Benoist (* 1988), herečka a zpěvačka
- Jimmy Butler (* 1989), profesionální basketbalista hrající v NBA
- Machine Gun Kelly (* 1990), rapper
- Brittney Griner (* 1990), profesionální basketbalistka hrající v WNBA
- Tyler Myers (* 1990), profesionální hokejista hrající v NHL
- Travis Scott (* 1991), rapper
- Skye McCole Bartusiak (1992–2014), herečka
- Liza Koshy (* 1996), komička a youtuberka

## Partnerská města
- Aberdeen, Spojené království (1979)
- Abu Dhabi, Spojené arabské emiráty (2001)
- Baku, Ázerbájdžán (1976)
- Basra, Irák (2015)
- Čiba, Japonsko (1973)
- Guayaquil, Ekvádor (1987)
- Huelva, Španělsko (1969)
- Istanbul, Turecko (1986)
- Karáčí, Pákistán (2009)
- Leipzig, Německo (1993)
- Luanda, Angola (2003)
- Nice, Francie (1973)
- Perth, Austrálie (1983)
- Šen-čen, Čína (1986)
- Stavanger, Norsko (1980)
- Tchaj-pej, Tchaj-wan (1963)
- Tampico, Mexiko (2003)
- Ťumeň, Rusko (1995)

## Fotogalerie

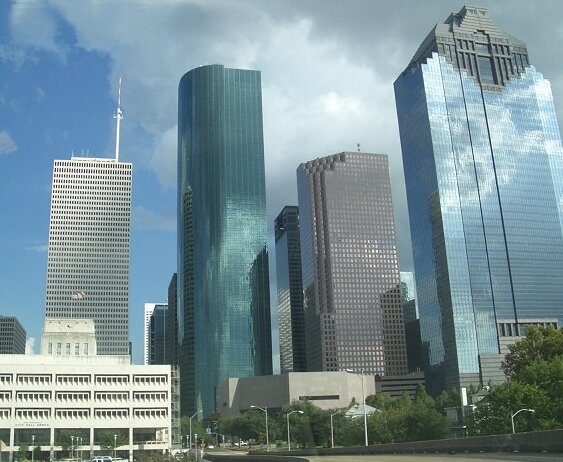
Downtown
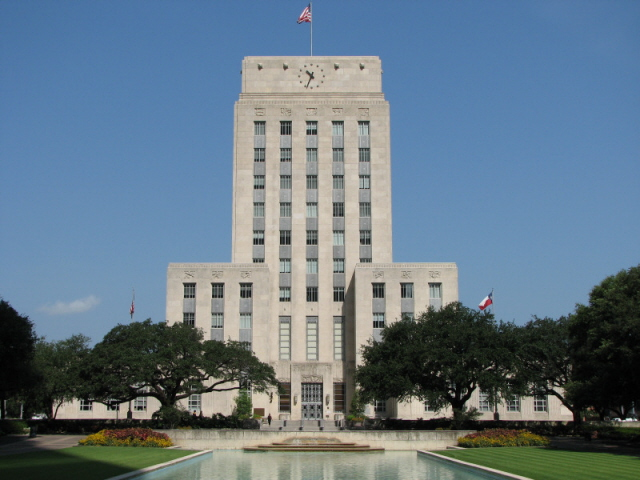
Radnice
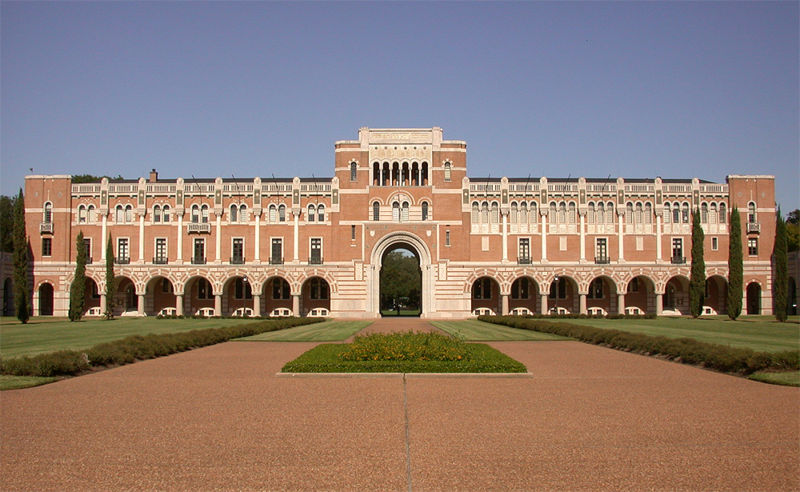
Rice University
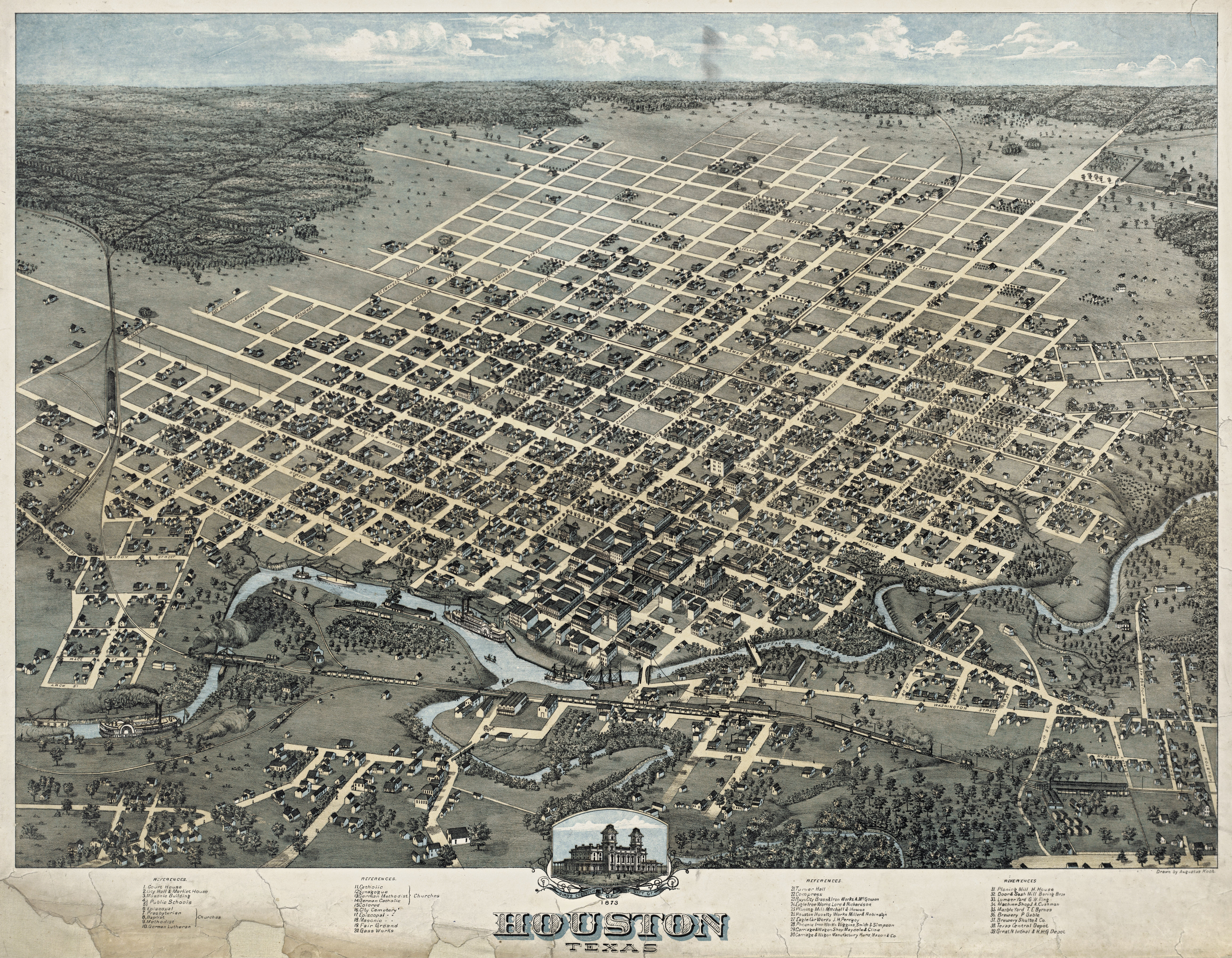
Houston, rok 1873
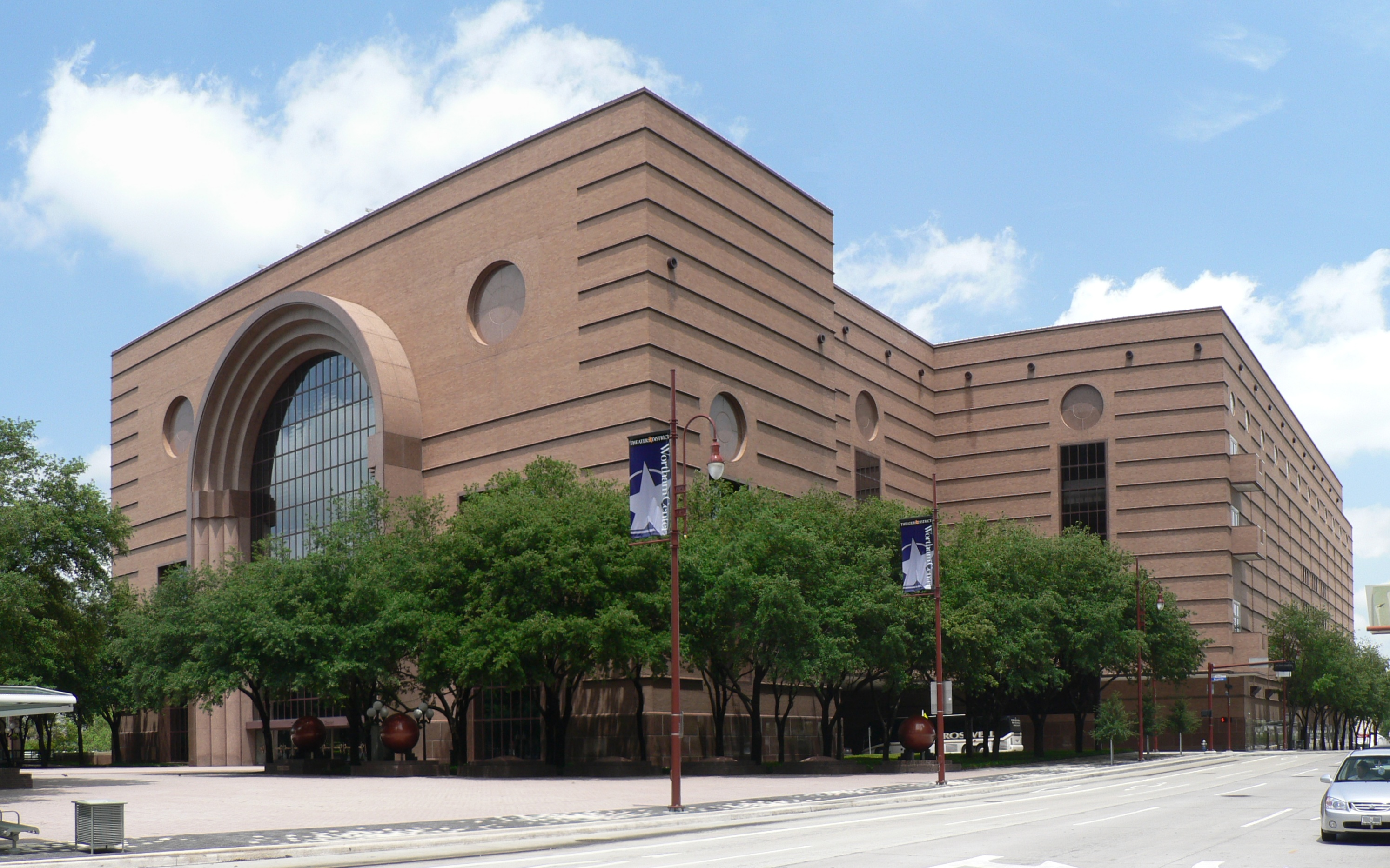
Worthamovo centrum
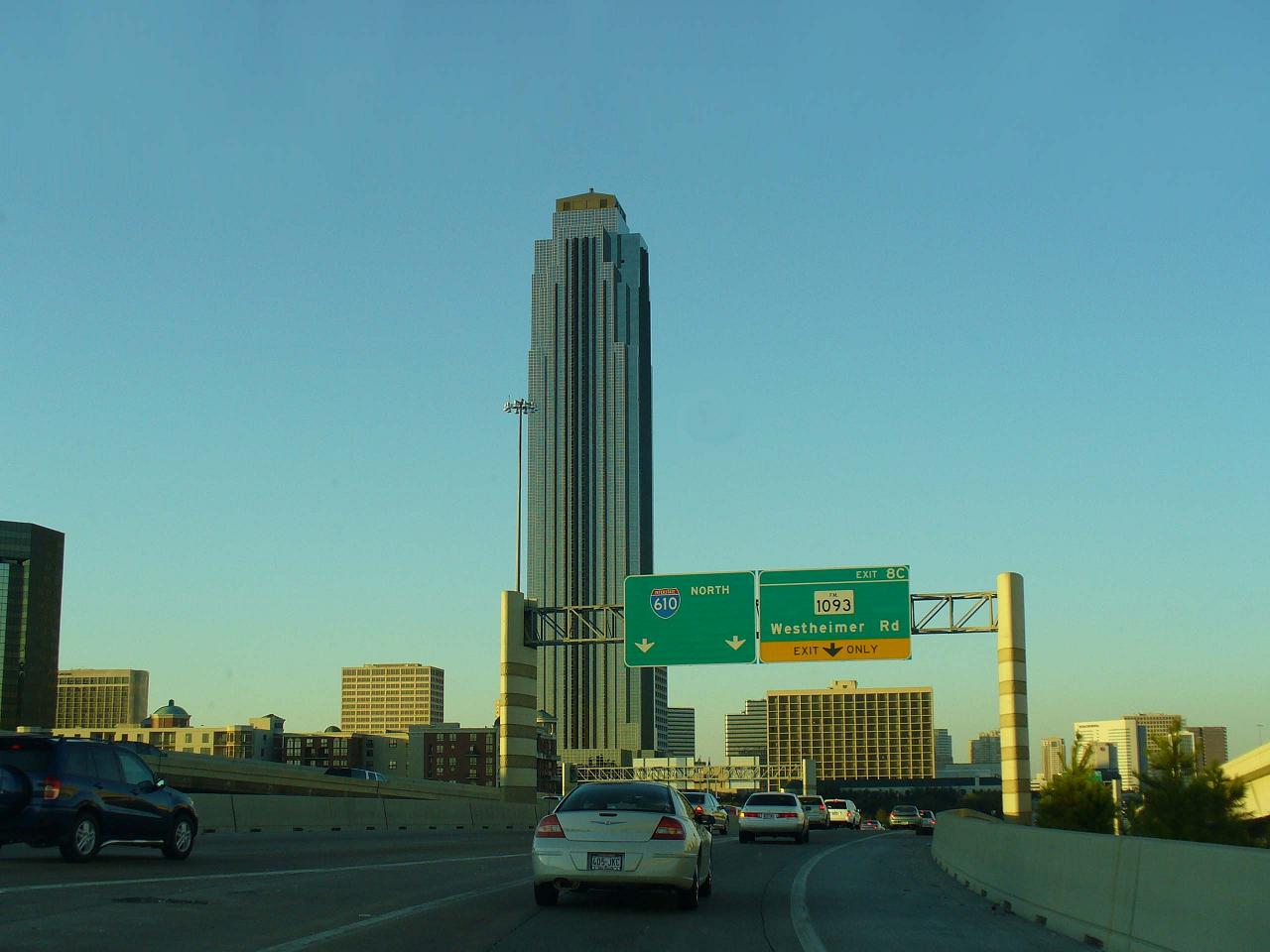
Williams Tower
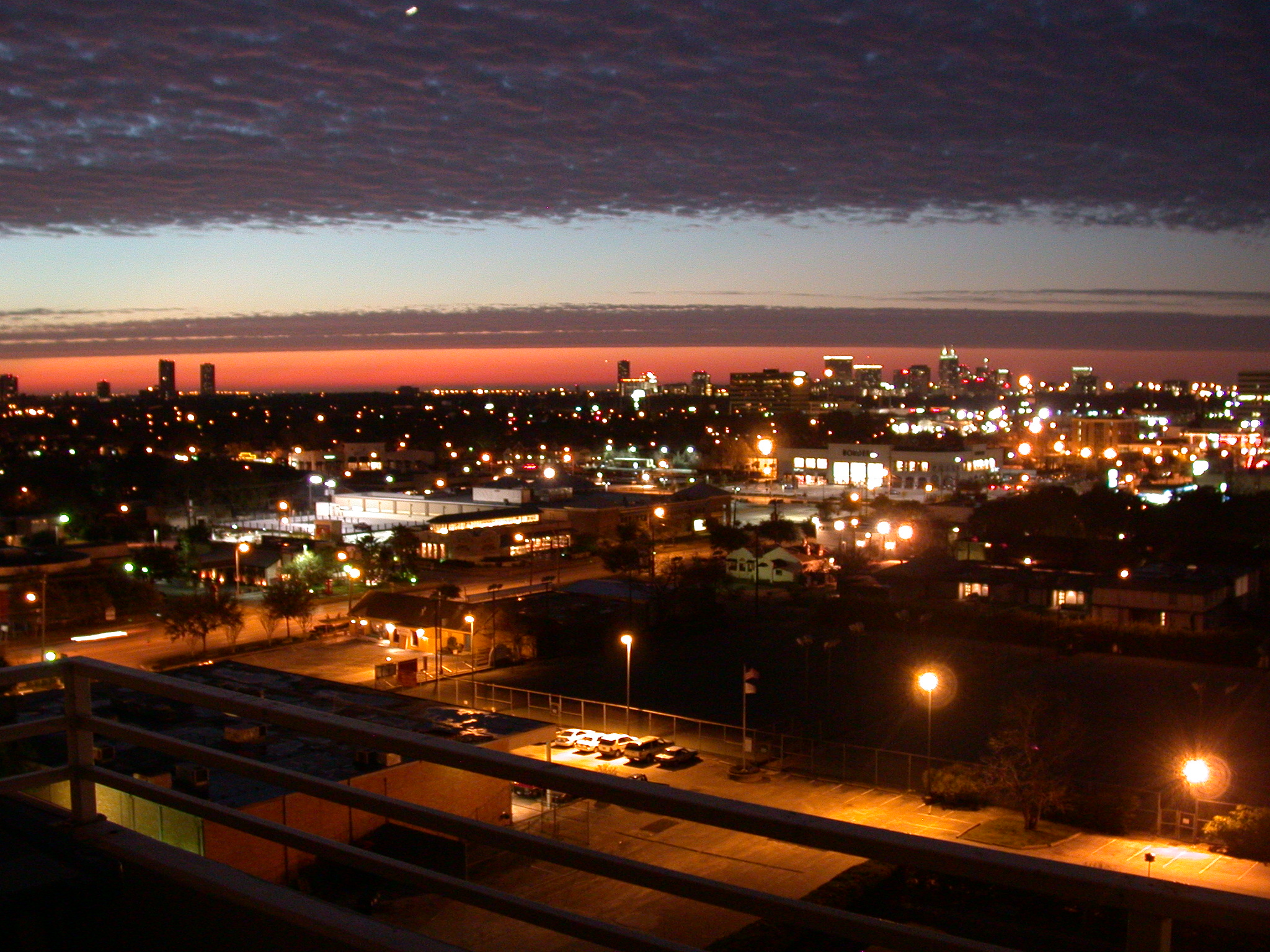
Východ slunce nad Houstonem
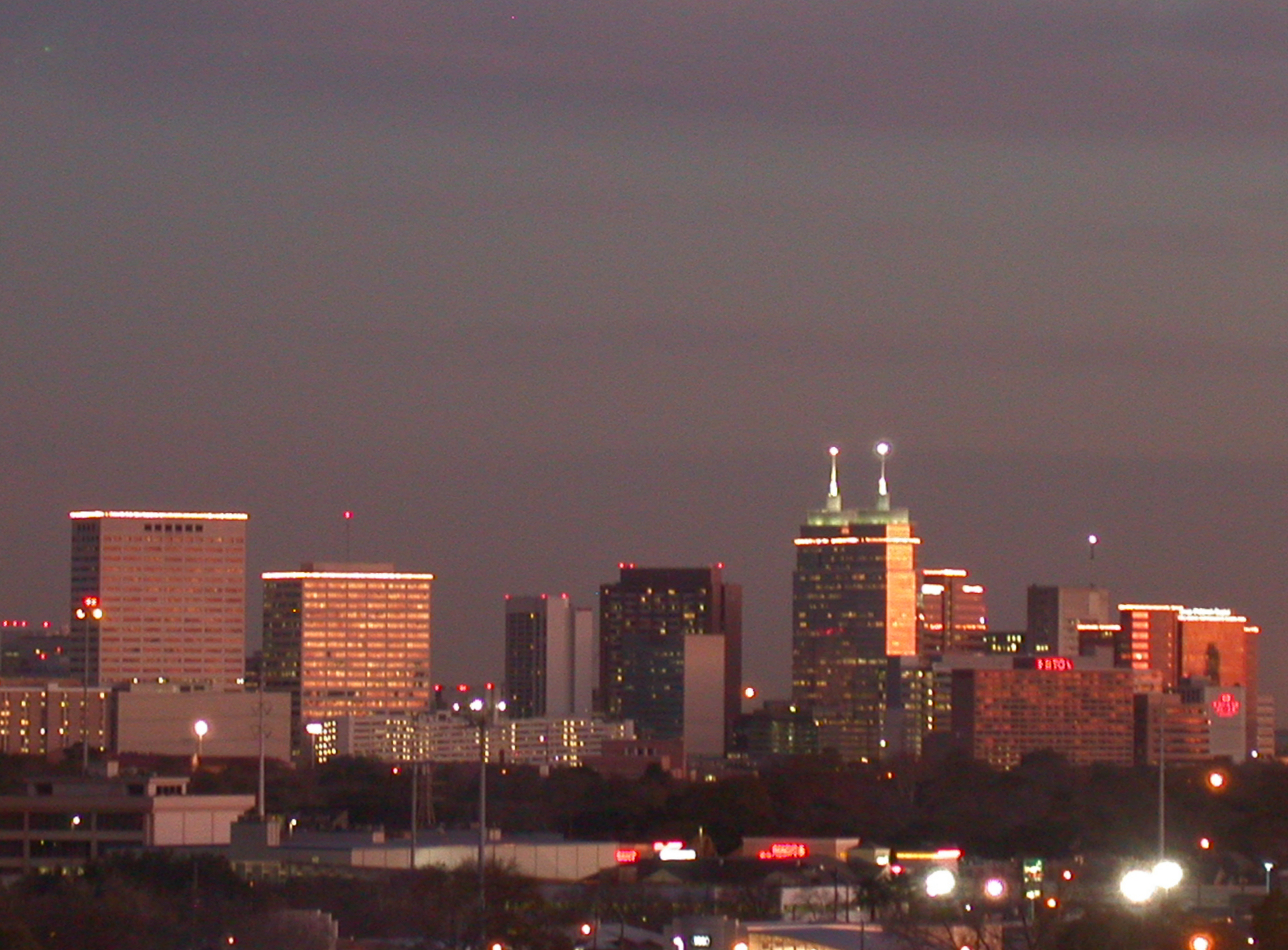
Texas Medical Center